# كريستا كامبيل
كريستا كامبيل (بالإنجليزية: Christa Campbell)‏ (مواليد 7 ديسمبر 1972 في أوكلاند، كاليفورنيا)، هي ممثلة ومنتجة أفلام أمريكية بدأت مسيرتها الفنية سنة 1994. اشتُهرت بدورها بفيلم مجانين 2001، وقلوب وحيدة. والرجل الغصن.

## الأعمال

### أفلام
- مجانين 2001 2001
- الرجل الجديد 2002
- قلوب وحيدة 2006
- الرجل الغصن 2006
- عامل نظافة 2008
- آلام المخاض 2009
- ذا ميكانيك 2011
- محرك غاضبون 2011
- الزفاف الكبير 2013
- جبهة داخلية 2013
- منشار تكساس 3 دي 2013

### مسلسلات
- المحيط الهادي الأزرق 1996 - 2000
- فاميلي غاي 1999

## روابط خارجية
- كريستا كامبيل على موقع IMDb (الإنجليزية)
- كريستا كامبيل على موقع ألو سيني (الفرنسية)
- كريستا كامبيل على موقع أول موفي (الإنجليزية)
- كريستا كامبيل على موقع ديسكوغز (الإنجليزية)
- كريستا كامبيل على موقع قاعدة بيانات الفيلم (الإنجليزية)
- كريستا كامبيل على موقع كينوبويسك (الروسية)